# Pedro Afonso de Lumiares
Pedro Afonso de Lumiares (1130 - ?) foi um rico-homem português da primeira metade do século XII filho de Afonso Viegas e de Ilduara Peres (m. ca. 1160), filha de Pedro Froilaz de Trava e de sua segunda esposa, Mor "Gontrode" Rodrigues, e consequentemente neto de Egas Moniz pela parte paterna.
Ocupou a tenência da localidade de Trancoso em 1184 e da localidade de Neiva em 1187 (pelo que se deduz que pelo menos terá vivido até esta última data). Pedro Viegas era possuidor de extensos domínios ao Sul do rio Douro.

## Descendência
De seu primeiro matrimónio com uma senhora cuyo nome não registra a história teve a:
- Fernão Pires de Lumiares, casado com Urraca Vasques de Bragança e depois com Urraca Nunes de Bragança.[1]

Casou depois com D. Urraca Afonso, senhora de Aveiro, filha resultante dos amores d'El rei D. Afonso Henriques com Elvira Gualter. Deste casamento nasceram:
- Abril Pires de Lumiares (morto em 1245) casado com Sancha Nunes de Barbosa;[3]
- Sancha Pires de Lumiares, a esposa de Pero Rodrigues Girão, filho de Rodrigo Guterres Girão.[4] Foram os pais de Teresa Peres Girão, a esposa de Álvar Dias de Noreña, os pais de vários filhos, entre eles, o cardenal Ordonho Álvares.[5][6]
- Aldara Pires de Lumiares (morta ca. 1272), benfeitora do Mosteiro de São João de Tarouca onde está sepultada.[7]